# 沃爾夫-迪特里希·維爾克
沃尔夫-迪特里希·维尔克（德语：Wolf-Dietrich Wilcke，1913年3月12日—1944年3月23日），是第二次世界大战納粹德國空軍飞行员，拥有3次一天之内达成王牌飞行员和击落162架敌机的战斗记录，并因其成就而被授予重勋。在阵亡后被追授晋升，最终阶级是空军上校。

## 生平
维尔克生于1913年3月11日，出生于当时德意志帝国统治的波森省的希雷姆（现属波兰境内的大波兰省）。他的父亲汉斯·维尔克是统率第47步兵团一名上尉，在维尔克只有4周大的时候死于肺炎。他的母亲赫塔·冯·舒克曼（Hertha von Schuckmann）于1919年6月14日再次结婚。
1931年，维尔克因参加当时非法的纳粹党示威而被捕。他在中学毕业后，拿到大学入学资格考试的证书后志愿在德国国家防卫军服役。他于1934年4月1日加入明登第6炮兵团，成为候选军官学员。他的法定监护人和继父弗里德里希·冯·斯科蒂也曾在该团服役。
作为军官候选人，维尔克于1934年10月1日被派往德累斯顿的军事学校接受教育。1935年11月1日，他被调往新成立的納粹德國空軍任职，成为高级军官候选人（Oberfähnrich）。1936年4月20日，他被调往佩勒贝格飞行学校服役，晋升为少尉。10月15日，他被调往记念德国在第一次世界大战王牌飞行员曼弗雷德·冯·里希特霍芬而设的第132戰鬥機聯隊。1937年，作为战斗机飞行员教练被派往韦尔诺伊兴的战斗机飞行员学校（Jagdfliegerschule）。

## 战历生涯

### 西班牙内战
1939年3月，维尔克以志愿者的身份加入秃鹰军团，在西班牙内战中协助弗朗西斯科·佛朗哥的西班牙国民军。他在几周内一直带着秃鹰军团的战斗机联队Jagdgruppe 88（JG 88）的一支中队在上空巡航，但是因为内战在两个月后结束，所以没有取得战果。在西班牙时，维尔克认识了维尔纳·默尔德尔斯，两人也成为朋友。默尔德尔斯被任命为第53战斗机联队（JG53）创建新的第3战斗机大队（III./JG53），他在任命航空队指挥官时，选择了维尔克作为第7飞行队（7. JG53）的中队长，成为维尔克的上司。维尔克因在西班牙服役而被授予青铜级配宝剑西班牙十字勋章。

### 波兰战役
1939年9月1日，纳粹德国发动闪击战入侵波兰，开启了欧洲第二次世界大战的波兰战役。维尔克当时是第53战斗机联队（JG53）的第3战斗机大队的成员，跟随德军地面部队在波兰上空执行任务，之后大队成员被调回西线战场，负责驱逐英法战斗机的防空任务。1939年11月7日，他在假战期间击落了法国空军的一架双引擎战斗机波泰 630，成为他在西线战场上的首个战果。由于这一成就，他在1939年11月25日被授予二等铁十字勋章。
1940年1月2日至16日，维尔克和第3战斗机大队的成员前往福拉尔贝格州滑雪度假。1940年3月11日，他在距离法国梅斯以北的三国交界附近上空，在7000米的高空击落了另一架波泰 630。3月25日，维尔克在蒂永维尔4000米上空击落一架M.S.406战斗机，取得了第3架击落战绩。

### 法国战役
1940年5月10日，纳粹德国入侵法国和低地国家，开始了法国战役。5月18日，维尔克与8架法国空军的P-36战斗机进行空战，他在勒泰勒以西的上空被击落后用降落伞降落，但被法国民兵捉获成为俘虏。随着法国的战败投降，在与纳粹德国签署了第二次贡比涅停战协定之后，维尔克和同样是战俘的默尔德尔斯于1940年6月30日返回部队。维尔克于第二天被提升为中尉，并再次担任第7飞行队（7. JG53）的中队长。1940年7月11日，他被授予一级铁十字勋章。

### 不列颠战役
1940年8月13日，在不列颠战役中，维尔克接任哈罗·哈尔德（Harro Harder）的职位，成为第3战斗机大队的指挥官。哈尔德最后一次出现是在8月12日下午1:35，当时他在怀特岛以东的战斗中失踪。在维尔克被任命的当日，他也差点丧命，因为他在飞越英吉利海峡时，他的飞机引擎发生故障后坠海，到了当晚才被一架Do 18水上飛机救出。8月30日，第3战斗机大队为前往伦敦空袭的轰炸机编机护航，维尔克在上午的任务中摧毁了一个防空气球，之后在当天第二次任务中，在多佛海峡附近击落一架喷火战斗机，成为他的第4次击落战绩。1940年9月1日，在上午11:20开始的另一次轰炸机护航任务中，他在伦敦南部的一次空战中击落一架飓风战斗机，成为他的第5个击落战绩。随后在9月11日，他在多佛和加莱之间的海峡上空，击落一架剑鱼式鱼雷轰炸机，成为他第6次击落战绩。
1940年9月15日，第3战斗机大队在伦敦以南的上空与20至30架英国皇家空军战斗机交战，在这场激烈的空战中，维尔克声称他击落了两架飓风战斗机。两天后，在下午4:35开始的一次任务中，维尔克又一次击落飓风战斗机，取得了第9次击落战绩。在9月20日上午11:15起飞的一次任务中，他再次击落一架飓风战斗机，取得第10个击落战绩。在1940年9月的最后一天，第3战斗机大队护送Do 17轰炸机前往伦敦途中，与英国皇家空军的喷火战斗机发生激战，维尔克击落两架喷火战斗机，取得第12次击落战绩。1940年10月10日上午11:45，维尔克宣布取得了第13次击落战绩，为了表彰这些成就，他于1941年4月1日被授予德国空军荣誉杯。
1941年6月8日，第53战斗机联队（JG53）的大部分空中分队在对飞机进行维修保养后，经由德国北部的耶弗尔转移到科尔曼军事基地的空军机场待命。6月12日，第3战斗机大队被命令转移到索波里波的一个前沿机场。当天，德国空军元帅阿爾貝特·凱塞林召集第53战斗机联队的指挥官和分队长到附近的苏瓦乌基基地，对即将到来的攻击作出了最后指示，当晚，维尔克向联队飞行员作了简报。

## 东线战场

### 苏德战争
1941年6月22日，第53战斗机联队（JG53）进入苏联领空，支援纳粹德国入侵苏联的巴巴罗萨行动，开启了东线战场。第53战斗机联队于凌晨3:20和上午7:00起飞两次，与德国地面部队执行第一次任务，瞄准了阿利图斯和奥兰吉的苏联机场，维尔克在这任务中，击落了三架苏联伊-15戰鬥機。同日，第3战斗机大队执行将Ju 88轟炸機护送到格罗德诺的任务，在护送期间，维尔克击落一架敌机，之后在下午4:10，他领导队友进行了另一波攻击；他对苏联机场进行扫射时，他宣布取得的第五次空战胜利，达成了一天之内成为王牌飞行员的成就，使他的总击落战绩达到18架。
1941年6月25日，第53战斗机联队被重新安置在维尔纽斯部署。同一天，维尔克在起飞时与另一架飞机相撞，受了轻伤。1941年6月30日晚，他驾驶一架空中巡逻机进入鲍里索夫地区，取得了第19次击落战绩。1941年7月1日，为了反击苏联的轰炸机群，维尔克奉命组建Gefechtsverband（维尔克战斗机集团），维尔克指挥自己的第3战斗机大队和第52战斗机联队的第2战斗机大队，他在7月9日击毁了一架Pe-2轰炸机。7月25日，他在维亚济马地区的护航任务中，再次击落一架敌机。1941年7月29日，第3战斗机大队在杜霍夫希納地区为德国装甲部队的先遣队提供战斗机掩护，在这次任务中，维尔克又取得了胜利战果。第二天，维尔克在亞爾采沃和别雷的德军攻势中，击落了一架波利卡爾波夫伊-180戰鬥機。1941年8月6日，他因取得25次击落战绩被授予骑士铁十字勋章。
1941年8月23日，第3战斗机大队配合中央集团军群的行动，支援德国第九集团军进攻基辅战役的苏军。维尔克在这些行动中，取得了两次击落战绩。10月4日，第3战斗机大队所有成员被调往支援埃尔温·隆美尔在北非和地中海的军事行动而离开苏联，地面部队于10月13日乘火车返回科尔曼基地。自1941年6月22日以来，维尔克领导的第3战斗机大队已出击了769次，6名飞行员战死、7名失踪、2名被俘和12名受伤。

### 第3战斗机联队时期

第3战斗机联队（JG 3）队徽

1942年5月18日，维尔克被转移到以第一次世界大战王牌飞行员恩斯特·乌德特的名字「Udet」命名的第3戰鬥機聯隊（JG 3），成为第3战斗机联队的指挥官，返回东线战场作战。
第3战斗机联队驻扎在丘古耶夫的一个前沿机场，参与了第二次哈尔科夫战役。1942年6月26日，第3战斗机联队被集结在东部前线南区的哈尔科夫，准备迎接即将到来的夏季攻势，支援德国集团军向斯大林格勒挺进。
1942年6月13日，维尔克在第3战斗机联队（JG 3）取得首次获胜，击落了一架拉格-3，这是他第39次击落战绩。随后，他于6月22日又击落了一架拉格-3，并于6月24日再次击落了一架拉格-3和一架R-5侦察轰炸机。1942年7月3日，他击落了三架A-20浩劫攻擊機，第二天又击落了两架拉格-3和一架A-20。7月6日，他击落了一架P-39、一架拉格-3、一架R-5侦察轰炸机和三架飓风战斗机，再次达成「一天内成为王牌飞行员」的纪录。三天后，他击落了两架伊尔-2，并于7月10日又击落了四架A-20。第二天，他又击落了一架R-5和两架米格-1戰鬥機。7月12日，他再次声称击落了一架R-5和两架拉格-3，然后在7月18日又击落了另一架拉格-3。7月24日，他击落一架I-153双翼战斗机。7月26日，他击落了两架飓风战斗机和两架Pe-2战斗机。7月27日和28日，他击落了两架拉格-3，这是他在1942年7月的最后一次战绩，总共取得了第58架击落总数。
8月11日，维尔克接替被调往德国空军参谋部的君特·吕佐夫的职位，被任命为东部战线的战斗机总监。到了1942年8月底，维尔克取得了96架击落总数。之后在9月3日又取得了两次击落战绩，9月6日又取得了两次击落战绩，这使他总共取得了第100次击落总数，成为第20位达到100击落总数的德国空军飞行员。1942年9月9日，他成为第122位被授予橡叶骑士铁十字勋章的德国国防军军官。

### 斯大林格勒战役
1942年9月10日，维尔克率领第3战斗机联队（JG 3）在斯大林格勒上空战斗，维尔克率领大约40架德国战斗机，对抗苏联在斯大林格勒的航空队。当时，维尔克经常和瓦尔特·代赫勒一起飞行。1942年9月20日，维尔克在斯大林格勒上空击落了6架雅克-1戰鬥機，第3次达成「一天内成为王牌飞行员」的成就，使他总共取得116次击落战绩。他的其中一个对手是434 Istrebitel'nyy Aviatsionyy Polk（简称：434 IAP，第434战斗机航空团）的大尉尼古拉·卡尔纳乔诺克，他在当天的战斗中阵亡，死后追授为苏联英雄。
1942年9月23日至11月21日，维尔克把第3战斗机联队的总部单位驻扎在皮托尼克机场，负责指挥斯大林格勒战役的航空作战。在对斯大林格勒的进攻中，第3战斗机联队已经取得了137次胜利战果，其中维尔克执行了97次的飞行任务。从1942年11月1日驻扎在皮托尼克机场的时候，维尔克几乎每天都取得一次击落战绩，使他的个人总击落成绩达到135架。由于这些成就，他获得了1942年11月3日颁发的金质德國十字勳章。
1942年11月23日，德国第6集团军被苏军包围后，第3战斗机联队被转移到斯大林格勒包围网外的莫羅佐夫斯克西部。德军司令部决定建立空中桥梁为第6集团军进行补给，维尔克的部队为空运补给的运输机提供护航。11月24日，维尔克取得了两次胜利战绩，击落一架雅克-1和伊尔-2战斗机。11月30日，他声称击破了3架不明型号的飞机。12月2日至8日，他击落了4架飞机，12月12日，维尔克取得了148架击落战绩。
1942年12月17日，维尔克取得了149-151架总击落战绩，成为第四位在战斗中取得150架总击落战绩的德国战斗机飞行员。到了第二天，他又击落了三架飞机。1943年12月23日，在取得第154次击落战绩后，他被授予橡叶佩剑骑士铁十字勋章， 也是第23位获得此殊荣的德国国防军成员。伴随这一荣誉，德国空军司令部担心失去这样一位经验丰富的战斗机指挥官，因此禁止维尔克执行进一步的作战任务。虽然被禁止飞行，但维尔克依然在东线又取得了两次击落战绩。
在苏联装甲部队的攻势压制下，第3战斗机联队不得不在12月23日放弃据点，航空队飞机被转移到还没有受到苏联军队威胁的莫羅佐夫斯克南部。1943年1月3日，这个机场也不得不被废弃，第3战斗机联队被重新安置在塔辛斯卡亚机场，直到斯大林格勒包围网的战斗结束。在这段时间里，第3战斗机联队共获得25架击落纪录，其中维尔克击落2架，有两名飞行员在战斗中阵亡。
1943年3月，作为德国第4航空军（IV. Fliegerkorps ）的一部份，维尔克领导第2战斗机联队和第3战斗机联队支援德军对庫班橋頭堡的行动。1943年5月初，第3战斗机联队被命令停止行动，返回到慕尼黑格拉德巴赫（Gladbach）部署，负责迎击来袭的英国皇家空军和美国陆军航空军，直到1943年10月，才进行下一步的战斗任务。

## 西线战役
1943年12月1日，维尔克被提升为中校，并请求司令部允许他继续在空中飞行并领导他的航空部队。1944年2月，尽管司令部正式禁止他飞行，但维尔克依然无视命令并多次执行任务，领导他的航空队对抗美国陆军航空军的轰炸机群，他在2月10日和2月24日分别击落一架P-38閃電式戰鬥機和B-24轟炸機。1944年3月4日，他击落了两架B-17轟炸機，这是他第160架击落战绩。3月6日，德国空军在迎击美国轰炸机的战斗中，双方都损失惨重；美国第8航空军损失75架四引擎轰炸机和14架护航战斗机，德国空军损失65架飞机；36名德国飞行员死亡，27人受伤，维尔克也在这次战斗中受伤，他驾驶着受损的Bf 109G-6战斗机在新魯平地区紧急降落。
1944年3月23日，维尔克率领第3战斗机联队在不伦瑞克附近对抗美国空军轰炸机编队。这一天，美国第8航空军共出动了768架B-17和B-24轰炸机，841架护航战斗机支援，前往攻击明斯特、奥斯纳布吕克和阿克默地区的飞机工厂和其他军事设施。同一天，德国空军也集结了259架战斗机，共出击13波次，迎击和拦截美军的攻势。战斗结束后，德国空军损失16名飞行员，6人受伤，33架飞机被击毁。美国航空军报告说，当天损失了29架轰炸机和5架护航战斗机。
在这次交战中，维尔克击落了一架B-17和一架P-51野马战斗机，但随后在舍彭施泰特附近，他的Bf 109G-6战斗机被美军P-51击落后阵亡，享年31岁。德国随后追授他为上校阶级。维尔克一共执行了732次战斗任务，分别在东线战役中击落137架飞机，和在西线战役中击落25架飞机，其中包括4架四引擎轰炸机，总共取得了162架击落总数。

## 个人形象

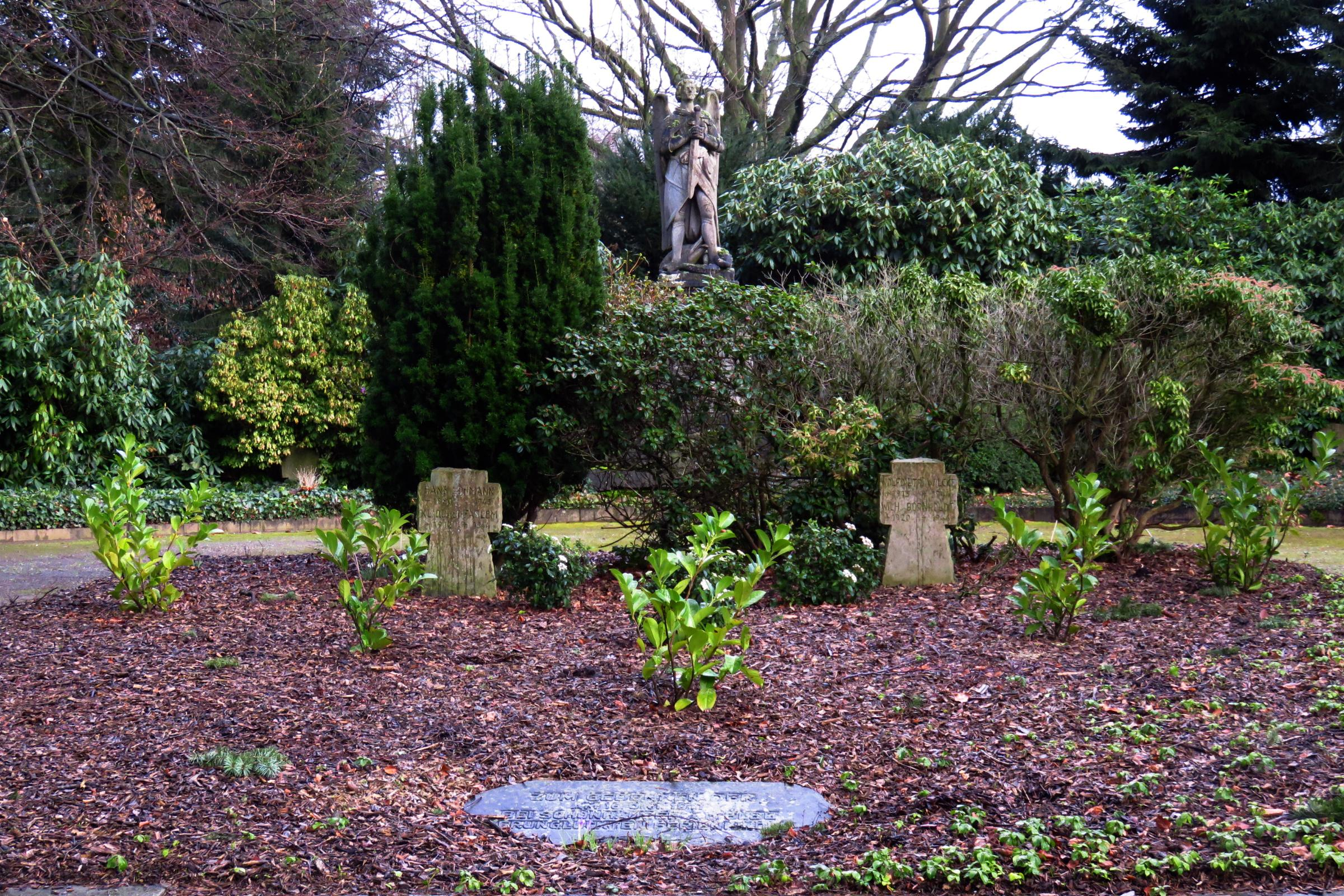
维尔克在门兴格拉德巴赫的霍尔特公墓的坟墓（右）

维尔克的葬礼在门兴格拉德巴赫的机场举行，他的继父也出席了葬礼。维尔克被埋在门兴格拉德巴赫，霍尔特公墓的纪念区。
虽然维尔克在他的个人军事档案中多次强调他对纳粹事业的忠诚，但是据传记作家普里恩和斯泰默所说，他是国家社会主义政权的坚定反对者。在他职业生涯的后期，在指挥了第53战斗机联队（JG53）第3战斗机大队的之后的一段时间里，他在部队的飞机上涂上了纳粹党的卍字记号。
维尔克在空军部队主要驾驶各种型号的Bt109战斗机，他在军队时的绰号被称为「公爵」（Fürst），这是因为他在军队服役时的言行和态度很有责任感，维尔克总是穿着一件非常昂贵的定制皮衣，他的队友也很注意他的风格和外表，因此给人一种贵族的形象。

## 備註
1. ↑  第一个获得150架击落总数的飞行员是戈登·戈洛布，他在1942年8月29日实现了这一里程碑。第二个是赫爾曼·格拉夫，他在1942年9月4日达到了这一成就。第三个是漢斯-約阿希·馬西里，他在1942年9月15日也做到了这一点。